# 메밀국수

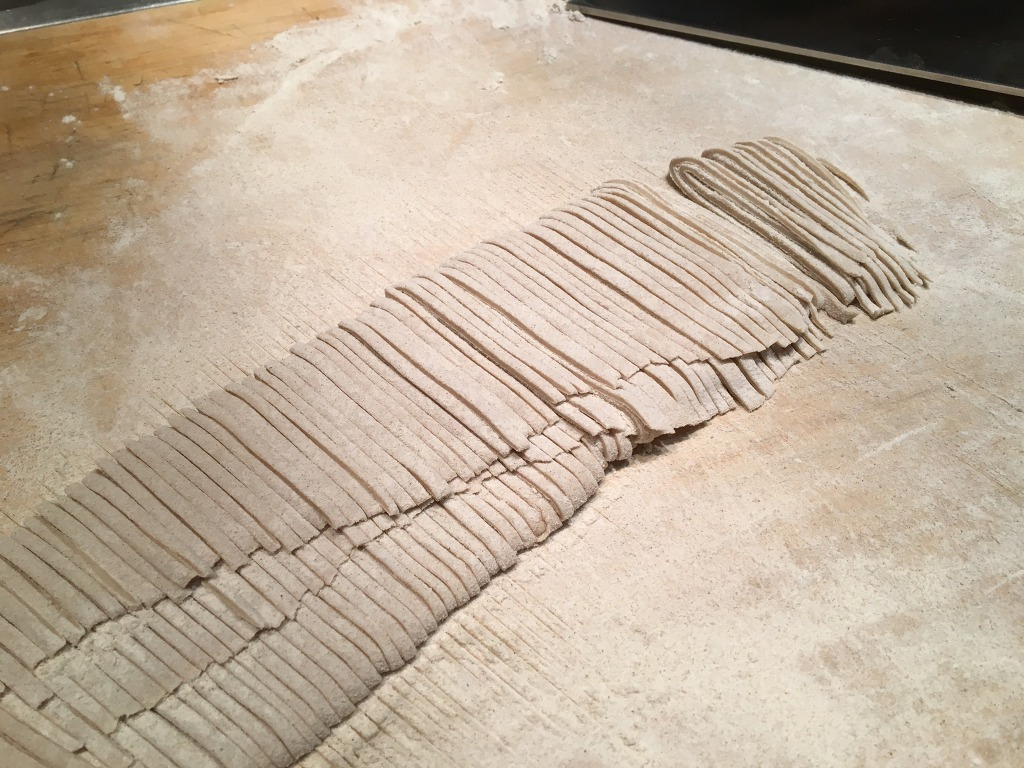
메밀국수(절면)

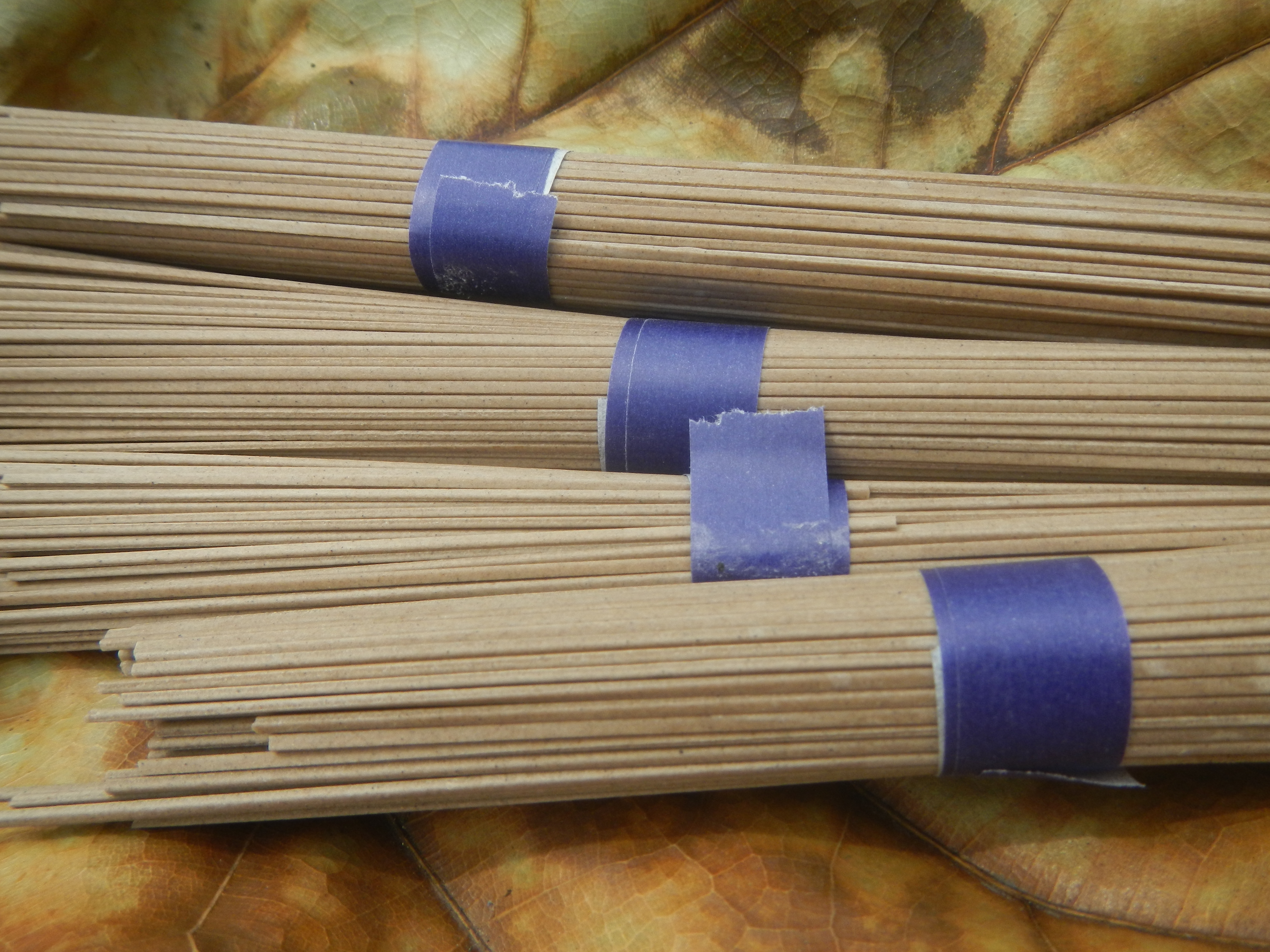
메밀국수(소면)

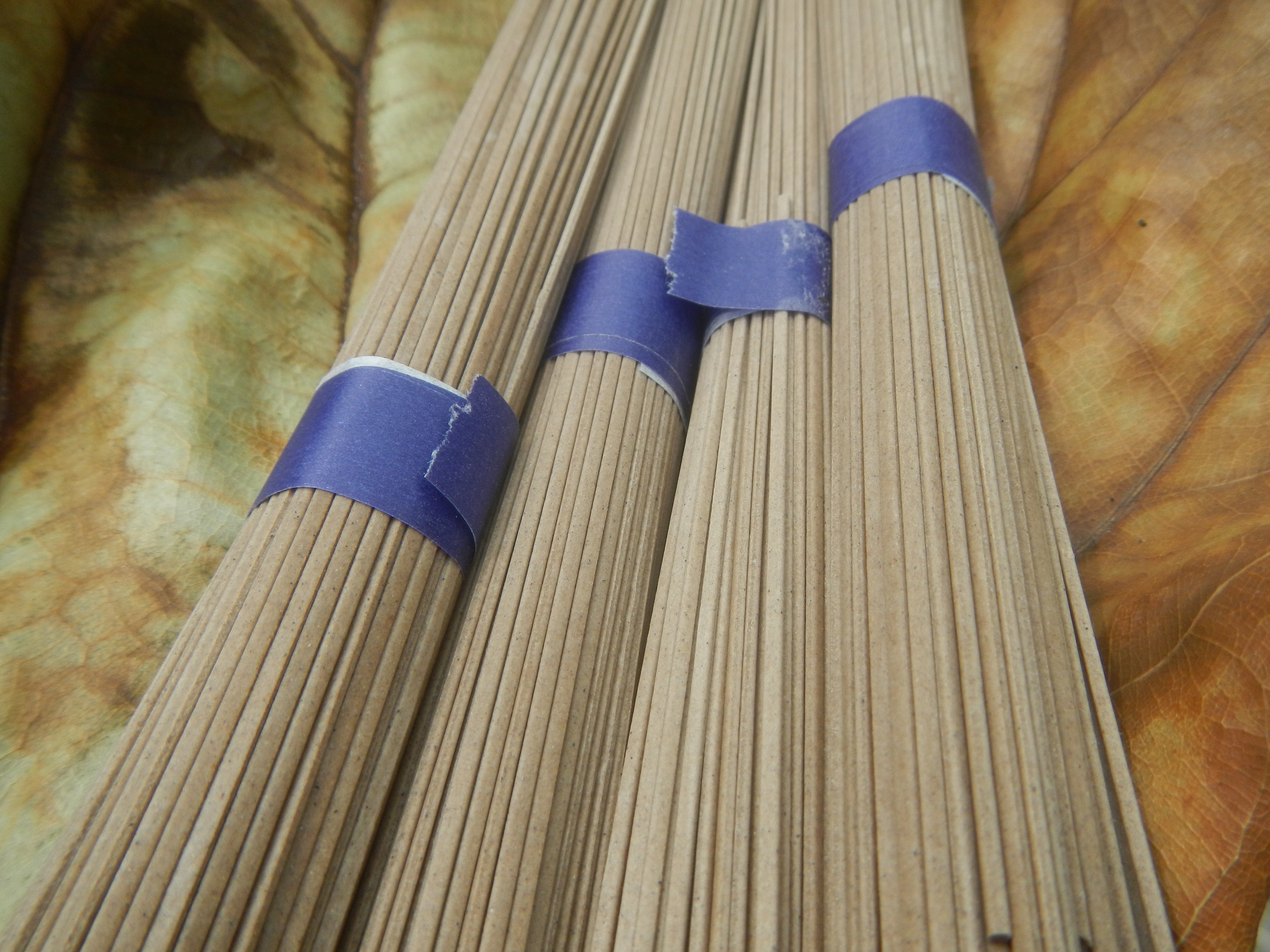
메밀국수(소면)

메밀국수 또는 메밀면(--麵)은 메밀가루로만 만들거나, 메밀가루에 밀가루나 녹말가루 등을 섞어 만든 국수이다.

## 메밀국수 요리

### 한국
메밀면을 끓인 뒤 식혀 뜨거운 장국에 말아먹는 온면 또는 차갑게 먹는 냉면, 바로 만든 면을 갖은 양념과 육수로 먹는 막국수로 해 먹는다.
- 메밀국수: 따뜻한 국수 요리이다.
- 메밀냉면: 차가운 냉면 요리이다.
- 막국수: 거친 메밀가루로 굵게 뽑은 거무스름한 국수와 그 요리를 "막국수"라 부른다.

### 일본
일본어로 메밀면을 소바라고 한다. 간장과 가쓰오부시, 다시마 등으로 만든 찬 국물에 무와 고추냉이를 갈아넣은 소스에 끓여 식힌 메밀면을 찍어 먹는다. 일본에서는 두 가지 소바가 있는데, 바로 모키 소바와 카케 소바이다. 모키 소바는 차가운 소바란 뜻으로, 여름에 많이 팔린다. 카케 소바는 더운 소바이고, 겨울에 잘 팔린다. 모키 소바와는 달리 카케 소바는 더운 국물 때문에 맛이 없다고 하나, 만드는 방법과 재료는 비슷하다.